# Abai (Gebiet)
Das Gebiet Abai (kasachisch Абай облысы Abai oblyssy, russisch Абайская область Abaiskaja Oblast) ist ein Oblys im Osten Kasachstans. Es entstand 2022 durch die Abspaltung von Ostkasachstan und hat 602.882 Einwohner (Stand: 1. Januar 2025).

## Geschichte
Das Gebiet wurde am 8. Juni 2022 geschaffen, indem Teile des Gebiets Ostkasachstan aus diesem ausgegliedert wurden. Das Territorium entspricht in etwa dem des früheren Gebiets Semipalatinsk.

## Verwaltungsgliederung
Das Gebiet ist in zehn Bezirke (kasachisch Аудан Audan; russisch Район Rajon) unterteilt. Zusätzlich stellen die Städte Kurtschatow und Semei jeweils einen eigenen städtischen Bezirk dar.

Administrative Gliederung des Gebietes Abai

| Audan                 | Einwohner | Verwaltungssitz |
| --------------------- | --------- | --------------- |
| Abai                  | 13.513    | Qarauyl         |
| Ajagös                | 63.933    | Ajagös          |
| Aqsuat                | 18.871    | Aqsuat          |
| Besqaraghai           | 17.154    | Besqaraghai     |
| Borodulicha           | 32.048    | Borodulicha     |
| Kökpekti              | 13.032    | Kökpekti        |
| Kurtschatow (Stadt)   | 10.049    | Kurtschatow     |
| Maqanschy             | 25.583    | Maqanschy       |
| Semei (Stadt)         | 313.648   | Semei           |
| Schangassemei         | 19.661    | Semei           |
| Scharma               | 34.156    | Kalbatau        |
| Ürschar               | 41.234    | Ürschar         |
| Stand: 1. Januar 2025 |           |                 |